# 舒国
舒国，是春秋时期的诸侯国。

## 历史

### 起源
春秋时期，江淮地区的舒国、舒庸国、舒蓼国、舒鸠国、舒龙国、舒鲍国、舒龚国等小国，均在周武王灭亡商朝以后由皋陶后裔受封建立，合称群舒国。

### 历史
《春秋·僖公三年》记载，公元前657年，徐国灭亡舒国。但正如杨伯峻指出的，徐国难以控制离自己数百里的舒地。因此此年之后群舒复起，重新见于《春秋》和《春秋左氏传》 。
群舒国又复国，为楚国附庸，《春秋左氏传·文公十二年》记载，公元前615年，群舒背叛楚国，楚国令尹成嘉俘获舒国君主（舒子平）和宗国君主，并进而围攻巢国 。
国家灭亡后，群舒国的王室以国为氏，是为「舒氏」。

## 地理位置
《括地志》云：“舒，今庐江之故舒城是也。即今安徽庐江县西南四十里的古舒城，庐江县城池乡。灭国后，秦始皇统一天下，成为秦国庐江郡的治所。